# 番俗六考
番俗六考為1722年（清康熙六十一年）6月，巡臺御史黃叔璥所著之臺海使槎錄一書的「卷五至卷七」共三卷之分類部名。番俗六考內容有「北路諸羅番」十篇、「南路鳳山番」三篇。所謂「番俗」，即是平埔族之風俗，而「六考」者，即是台灣南北各地番社之「居處」、「飲食」、「衣飾」、「婚嫁」、「喪葬」、「器用」六大項加以分別考察而記載之謂。中再輔以郁永河所著二書《番境補遺》(番境補逸)、《海上紀略》(海上事略)之篇章結合成之筆札。

## 參閱
- 台灣歷史年表
- 裨海紀遊（1697年）
- 台北道里記（1821年）
- 全臺圖說（1872年（清同治11年）周懋琦）

## 外部連結
- 臺灣文獻叢刊
- 臺海使槎錄（清）黃叔璥 （页面存档备份，存于）
- 臺海使槎錄（清）黃叔璥 （页面存档备份，存于）